# Sanja Papić
Sanja Papić, (Сања Папић) (Novi Sad, 25 giugno 1984), è una modella serba.

## Biografia
Fu eletta Miss Serbia e Montenegro 2002; in seguito la modella ha rappresentato Serbia e Montenegro in occasione di Miss Universo 2003, che si è tenuto il 3 giugno 2003 a Panama. Alla fine del concorso Sanja Papić si è classificata al quarto posto del concorso. Ha inoltre partecipato a Miss Europa 2003 a Parigi, ottenendo la terza posizione.
A novembre 2003, la modella si è trasferita a New York, in seguito ad un contratto con Roberto Cavalli. È inoltre stata testimonial per l'azienda di orologeria Omega (insieme a Michael Schumacher, Anna Kurnikova e Cindy Crawford), e del tè freddo prodotto dall'azienda Apatinska Pivara.